# Ristorante Paradiso
Ristorante Paradiso (jap. リストランテ・パラディーゾ Risutorante Paradīzo) – manga autorstwa Natsume Ono, publikowana w japońskim magazynie „Manga Erotics F” od maja 2005 do marca 2006 roku. Swoją światową premierę w postaci książkowej miała w Japonii 18 maja 2006 roku. W Polsce ukazała się nakładem wydawnictwa Hanami w 2009 roku.

## Fabuła
Porzucona w dzieciństwie przez rodziców Nicoletta przyjeżdża do Rzymu w poszukiwaniu matki. Zatrudnia się w restauracji partnera swojej rodzicielki, gdzie poznaje ciekawych ludzi i swoją pierwszą miłość.

## Główne postacie
- Nicoletta – dwudziestojednoletnia główna bohaterka
- Olga – matka Nicoletty
- Claudio – miłość Nicoletty

## Anime
Od 8 kwietnia 2009 do 17 czerwca 2009 roku miał swoją premierę serial anime pod tym samym tytułem, ukazał się w 11 odcinkach. Wyreżyserował go Mitsuko Kase, a głównym rolom głosu użyczyli Fumiko Orikasa (Nicoletta), Haruhi Terada (Olga) i Jin Yamanoi (Claudio).